# Cundrovec
Cundrovec – wieś w Słowenii, w gminie Brežice. W 2018 roku liczyła 131 mieszkańców.